# Clark County (Nevada)
Clark County ist ein County im Bundesstaat Nevada der Vereinigten Staaten. Es umfasst den Süden des Bundesstaates einschließlich der Stadt Las Vegas, die Sitz der Countyverwaltung (County Seat) ist. Mit etwa 2,3 Millionen Einwohnern, dies entspricht über 72 % aller Einwohner Nevadas, ist Clark County das bevölkerungsreichste County Nevadas.

## Geschichte
Das County besteht seit dem 5. Februar 1908, als es vom Lincoln County abgetrennt wurde. Bevor Nevada in den 1860er Jahren ein Bundesstaat wurde, gehörte ein großer Teil des Gebiets zum Pah-Ute County im Arizona-Territorium. Benannt ist es nach dem Politiker William A. Clark.
Ein Bauwerk im County hat den Status einer National Historic Landmark, der Hoover Dam. 61 Bauwerke und Stätten des Countys sind insgesamt im National Register of Historic Places eingetragen (Stand 14. Februar 2018).

## Geographie
Der Colorado River begrenzt das County im Südosten, der Fluss bildet durch den Hoover Dam auf einem Teil der Strecke den Lake Mead. Las Vegas wird von vier Bergketten eingerahmt, wovon die Spring Mountains mit dem Mount Charleston im Nordwesten mit 3633 Metern die höchste Erhebung ist. Anders als der waldbewachsene Mount Charleston besteht Clark County zum größten Teil aus Wüste. Kreosotbusch stellt die vornehmliche Vegetation dar, die Berge sind ansonsten felsig und weisen nur geringe Vegetation auf.
Das County wird vom Office of Management and Budget zu statistischen Zwecken als Las Vegas–Henderson–North Las Vegas, NV Metropolitan Statistical Area geführt.

## Demografische Daten

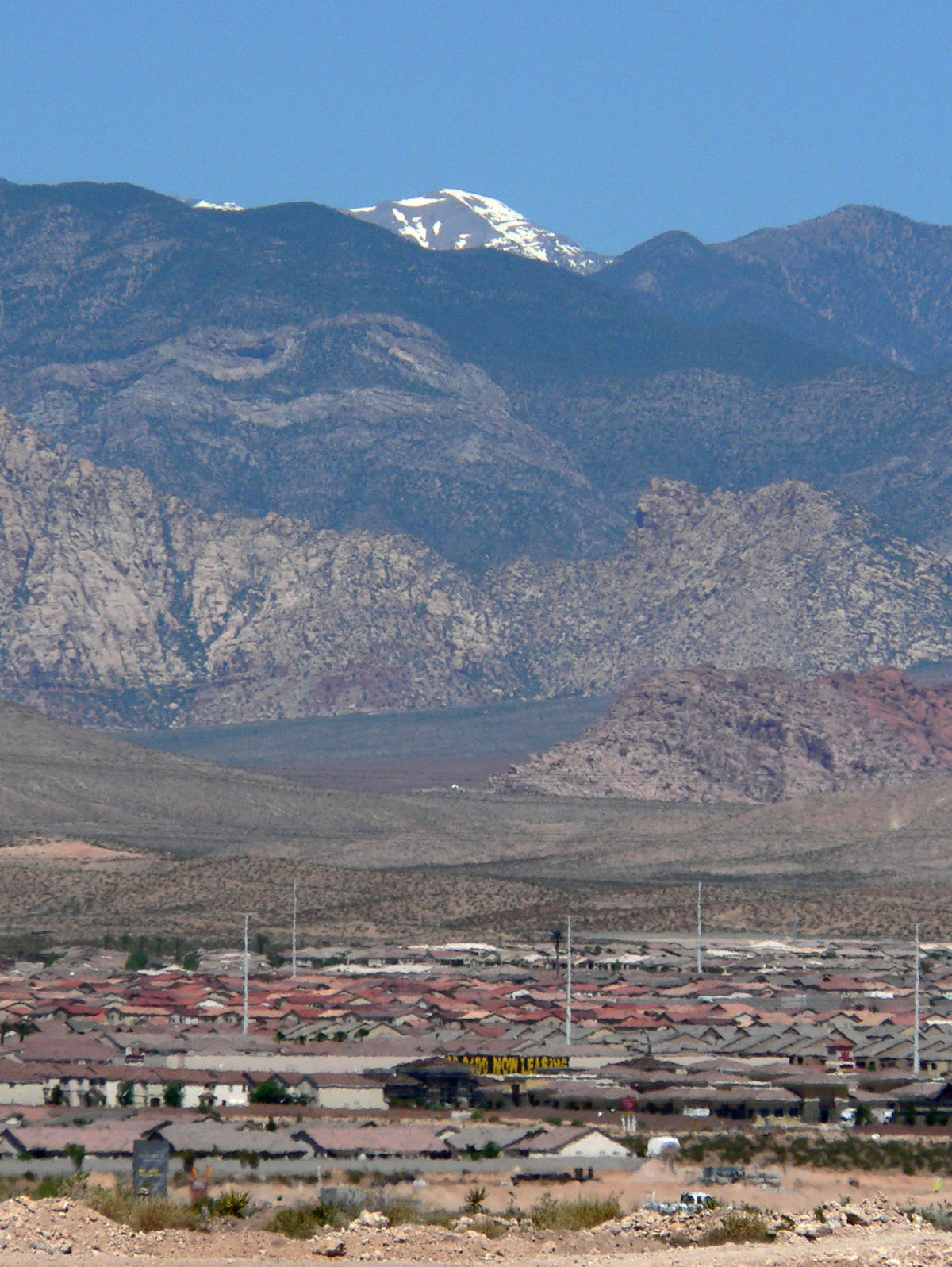
Der Mount Charleston

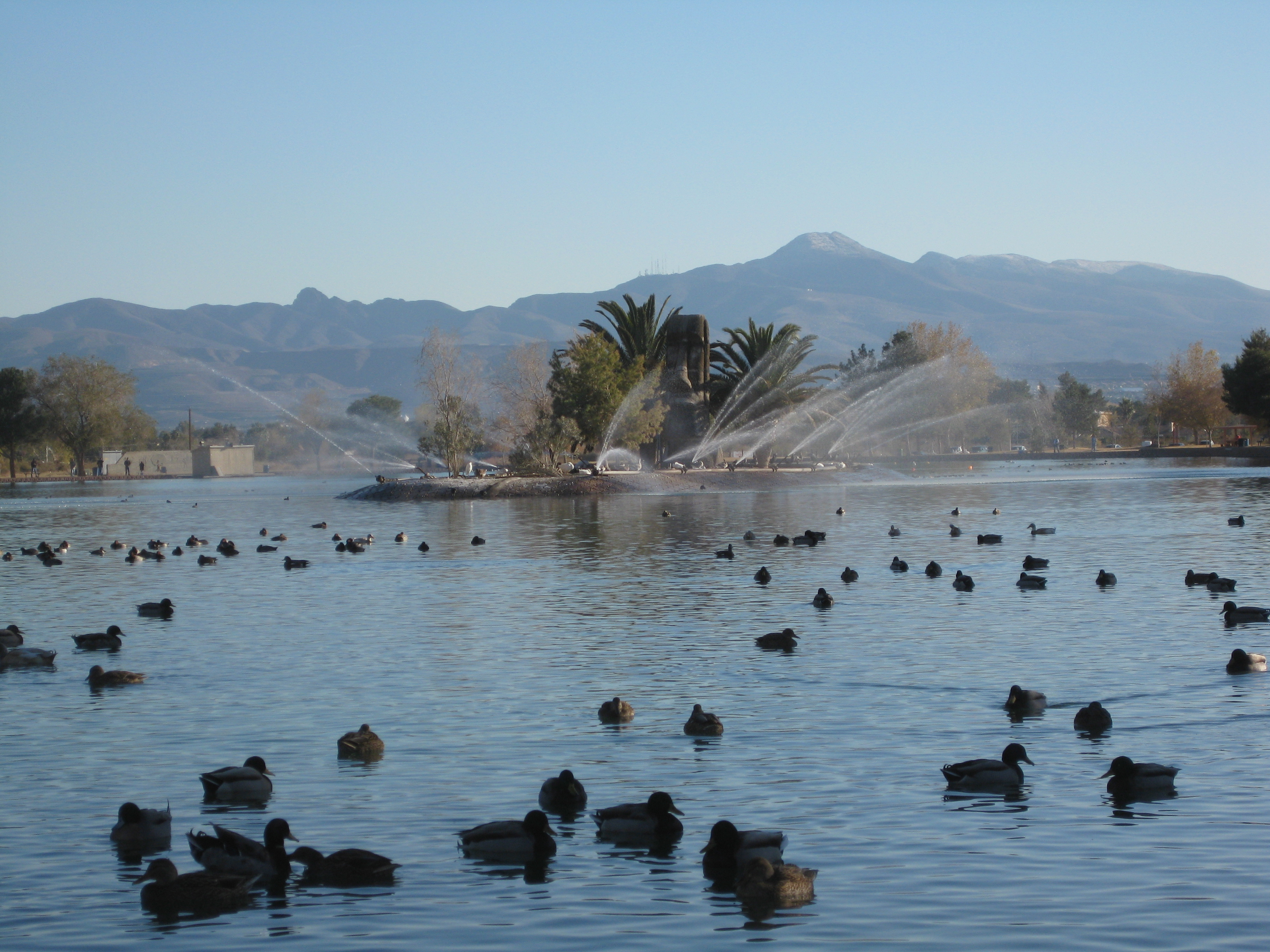
Der Sunset Park Lake

Nach der Volkszählung im Jahr 2000 lebten im County 1.375.765 Menschen. Es gab 512.253 Haushalte und 339.623 Familien. Die Bevölkerungsdichte betrug 67 Einwohner pro Quadratkilometer. Ethnisch betrachtet setzte sich die Bevölkerung zusammen aus 71,58 Prozent Weißen, 9,08 Prozent Afroamerikanern, 0,79 Prozent amerikanischen Ureinwohnern, 5,27 Prozent Asiaten, 0,47 Prozent Bewohnern aus dem pazifischen Inselraum und 8,61 Prozent aus anderen ethnischen Gruppen; 4,20 Prozent stammten von zwei oder mehr ethnischen Gruppen ab. 21,96 Prozent der Bevölkerung waren spanischer oder lateinamerikanischer Abstammung.
Von den 512.253 Haushalten hatten 31,7 Prozent Kinder und Jugendliche unter 18 Jahre, die bei ihnen lebten. 48,7 Prozent waren verheiratete, zusammenlebende Paare, 11,8 Prozent waren allein erziehende Mütter. 33,7 Prozent waren keine Familien. 24,5 Prozent waren Singlehaushalte und in 6,7 Prozent lebten Menschen im Alter von 65 Jahren oder darüber. Die Durchschnittshaushaltsgröße betrug 2,65 und die durchschnittliche Familiengröße lag bei 3,17 Personen.
Auf das gesamte County bezogen setzte sich die Bevölkerung zusammen aus 25,6 Prozent Einwohnern unter 18 Jahren, 9,2 Prozent zwischen 18 und 24 Jahren, 32,2 Prozent zwischen 25 und 44 Jahren, 22,3 Prozent zwischen 45 und 64 Jahren und 10,7 Prozent waren 65 Jahre alt oder darüber. Das Durchschnittsalter betrug 34 Jahre. Auf 100 weibliche Personen kamen 103,5 männliche Personen, auf 100 Frauen im Alter ab 18 Jahren kamen statistisch 102,8 Männer.

Das jährliche Durchschnittseinkommen eines Haushalts betrug 44.616 USD, das Durchschnittseinkommen der Familien betrug 50.485 USD. Männer hatten ein Durchschnittseinkommen von 35.243 USD, Frauen 27.077 USD. Das Prokopfeinkommen betrug 21.785 USD. 10,8 Prozent der Bevölkerung und 7,9 Prozent der Familien lebten unterhalb der Armutsgrenze. Darunter waren 14,1 Prozent der Personen unter 18 Jahren und 7,3 Prozent der Personen ab 65 Jahren.

## Orte im Clark County
Im Clark County liegen fünf Gemeinden, die alle den Status einer City besitzen. Zu Statistikzwecken führt das U.S. Census Bureau 19 Census-designated place, der dem County unterstellt ist und keine Selbstverwaltung besitzt. Dieser ist wie die Unincorporated Communities gemeindefreies Gebiet.
Citys
| - Boulder City - Henderson - Las Vegas - Mesquite - North Las Vegas |

Census-designated places (CDP)
| - Blue Diamond - Bunkerville - Cal-Nev-Ari - Enterprise - Fort Mojave Indian Reservation 1 | - Goodsprings - Indian Springs - Laughlin - Moapa Town - Moapa Valley | - Mount Charleston - Paradise - Sandy Valley - Searchlight - Spring Valley | - Summerlin South - Sunrise Manor - Whitney (ehemals East Las Vegas) - Winchester |

andere Unincorporated Communities
| - Arden - Cactus Springs - Cottonwood Cove - Coyote Springs (geplant) - Crystal - Glendale | - Jean - Logandale - Mountain Springs - Nelson - Overton - Primm | - Roach - Sloan - Summerlin - Sutor - Vegas Creek (ehemaliger CDP) |

Ghost Towns
| - Alturas - Bonelli’s Ferry - Buster Falls - Callville - Colorado City - El Dorado City | - Gold Butte - Louisville - Lucky Jim Camp - Nelson’s Landing - Potosi - Quartette | - Rioville - San Juan - Simonsville - St. Thomas - Stones Ferry - Saint Joseph |

Indianerreservate
| - Fort Mojave Indian Reservation (auch CDP) - Moapa River Indian Reservation |

Militärflugplätze
| - Creech Air Force Base - Nellis Air Force Base |

## Prostitution
Clark County (einschließlich der Stadt Las Vegas) gehört zu den Countys in Nevada, in denen Bordelle und Prostitution verboten sind.

## Sonstiges
In North Las Vegas befindet sich der Craig Ranch Regional Park. Seit 2014 besteht das Tule Springs Fossil Beds National Monument.